# Pepeljuga (biljna vrsta)
Pepeljuga (lat. Pericallis × hybrida),, umjetni hibrid nastao križanjem vrsta Pericallis cruenta i P. lanata, obje s Kanarskih otoka.
Jednogodišnja je zeljasta biljka iz porodice glavočika koja naraste do 50 cm visine. Cvjetovi su jednostruki, djelomično višestruki ili višestruki, a javljaju se u raznim bojama (crvena, bijela, plava, ljubičasta).
Voli svjetla mjesta, izloženost suncu, ali i dobro drenirano tlo. Razmnožava se sjemenom koje se sadi od ožujka do kolovoza a nikne tijekom dva tjedna.
S Kanarskih otoka uvezena je u Novi Zeland (Sjeverni otok), Kolumbiju te u Italiju, Veliku Britaniju, Francusku, Sardiniju i Siciliju.

## Sinonimi
- Cineraria × hybrida Willd.
- Senecio × hybridus Bosse
- Senecio × hybridus var. holtzeri Regel

## Vanjske poveznice
|  | Zajednički poslužitelj ima još gradiva o temi Pericallis × hybrida |
|  | Wikivrste imaju podatke o taksonu Pericallis × hybrida             |